# Sam Jones (muzikant)
Samuel Jones (Jacksonville, 12 november 1924 - New York, 15 december 1981) was een Amerikaanse jazzmuzikant (contrabas, cello) en componist.

## Biografie
Jones speelde op school drums in een blaaskapel en wisselde later naar de contrabas. Hij speelde vervolgens in Philadelphia bij Tiny Bradshaw (1953–55) en Les Jazz Modes. Midden jaren 1950 verhuisde hij naar New York, waar hij werkte bij Kenny Dorham, Illinois Jacquet, Cannonball Adderley (1957), Bill Evans (Everybody Digs Bill Evans), Dizzy Gillespie (1958–59), Thelonious Monk en Ike Quebec/Grant Green (Blue and Sentimental). Internationaal werd hij voornamelijk bekend door zijn werk in het Cannonball Adderley Quintet tussen 1959 en 1965. Hij speelde vervolgens in het trio van Oscar Peterson (1966-1970), maar hij trad ook op met Bill Evans, Wes Montgomery en Cedar Walton (vanaf 1971). Met Richard Davis, Lisle Atkinson, Milt Hinton, Ron Carter en Michael Fleming behoorde hij sinds 1968 tot Bill Lees New York Bass Violin Choir. Tijdens zijn laatste levensjaren leidde Jones een semiprofessoionele twaalfkoppige band.
Jones was een goede begeleider, in het bijzonder in samenspel met Louis Hayes (bij Grant Greens kwartet-opnamen met Sonny Clark, bij Cannonball Adderley en in 1966 bij Peterson) en met Billy Higgins (in de projecten van Cedar Walton) kwam zijn enorme vermogen in de ritmegroep tot uiting. Twee van de door Jones gecomponeerde nummers, die voorkwamen in het repertoire van Adderley, zijn standards geworden (Unit 7 en Del Sasser). Hij bracht meerdere platen uit onder zijn eigen naam.

## Discografie
- 1958: Somethin' Else (Blue Note Records) met Cannonball Adderley, Miles Davis, Hank Jones, Art Blakey
- 1960: The Soul Society (OJC) met Nat Adderley, Blue Mitchell, Jimmy Heath, Charles Davis, Bobby Timmons, Keter Betts, Louis Hayes
- 1961: The Chant (OJC) met Melba Liston, Cannonball Adderley, Wynton Kelly, Victor Feldman, Les Spann
- 1962: Down Home (OJC) met Snooky Young, Clark Terry, Frank Strozier, Joe Zawinul, Israel Crosby, Ron Carter, Ben Riley, Vernel Fournier
- ????: Nippon Soul (Riverside Records) met Cannonball Adderley, Nat Adderley, Joe Zawinul, Louis Hayes, Yusef Lateef
- 1977: Changes and Things (Xanadu) met Blue Mitchell, Slide Hampton, Bob Berg, Cedar Walton, Louis Hayes
- 1978: Visitation (Steeplechase) met Terumasa Hino, Bob Berg, Ronnie Mathews, Al Foster

- Bibsys: 1005308
- Biblioteca Nacional de España: XX982573
- Bibliothèque nationale de France: cb138957437 (data)
- Gemeinsame Normdatei: 134419782
- International Standard Name Identifier: 0000 0001 1037 9550
- Library of Congress Control Number: nr89012625
- Nationale Bibliotheek van Letland: 000080416
- MusicBrainz: 1789de4d-0f0c-4db9-b850-a823b945c883
- Nationale Bibliotheek van Israël: 987007442353505171
- Nationale Bibliotheek van Polen: a0000003851404
- Nederlandse Thesaurus van Auteursnamen: 262460998
- Réseau des bibliothèques de Suisse occidentale: 02-A012339732
- Istituto Centrale per il Catalogo Unico: MODV270876
- SNAC: w6863350
- Système universitaire de documentation: 082303983
- Virtual International Authority File: 10033539
- WorldCat: E39PBJh8KcQBk4fYGHMpJYGrbd